# Гаркстеде
Гаркстеде (нід. Harkstede, нід. вимова: [ˈɦɑr(ə)k.steːdə]) — село в нідерландській провінції Гронінген. Входить до муніципалітету Мідден-Гронінген.
Його площа становить 1,95км², а населення станом на 2021 рік складало 3 025 осіб.
До 1821 року мало статус окремого муніципалітету.